# Sport Club Suzzara 1986-1987
Questa voce raccoglie le informazioni riguardanti lo Sport Club Suzzara nelle competizioni ufficiali della stagione 1986-1987.

## Rosa
| N. |                   | Ruolo | Calciatore           |
| -- | ----------------- | ----- | -------------------- |
|    | Italia (bandiera) | P     | Luigi Bertolini      |
|    | Italia (bandiera) | D     | Graziano Boni        |
|    | Italia (bandiera) | D     | Stefano Del Monte    |
|    | Italia (bandiera) | A     | Patrizio Di Stefano  |
|    | Italia (bandiera) | C     | Dario Lazzarin       |
|    | Italia (bandiera) | P     | Massimo Mantovani    |
|    | Italia (bandiera) | C     | Paolo Mariani        |
|    | Italia (bandiera) | A     | Massimiliano Chigini |
|    | Italia (bandiera) | D     | Daniele Merlin       |
|    | Italia (bandiera) | D     | Vinicio Olmi         |

| N. |                   | Ruolo | Calciatore        |
| -- | ----------------- | ----- | ----------------- |
|    | Italia (bandiera) | C     | Luca Pieri        |
|    | Italia (bandiera) | A     | Andrea Rossato    |
|    | Italia (bandiera) |       | Rossi             |
|    | Italia (bandiera) | A     | Giacomo Sapienza  |
|    | Italia (bandiera) | D     | Paolo Stramieri   |
|    | Italia (bandiera) | A     | Alessandro Tatti  |
|    | Italia (bandiera) | C     | Nicola Tremtini   |
|    | Italia (bandiera) | C     | Diego Turola      |
|    | Italia (bandiera) | C     | Carlo Venè        |
|    | Italia (bandiera) | C     | Stefano Zarattoni |